# Schlacht bei Moljatitschi
1. Phase: Schwedische Dominanz (1700–1709)
Dänischer Kriegsschauplatz (1700)
Humlebæk • Tönning I 
Livländ./ Estnischer Kriegsschauplatz (1700–1708)
Riga I • Jungfernhof • Varja • Pühhajoggi • Narva • Petschora • Düna • Rauge • Erastfer • Hummelshof • Embach • Tartu • Narva II • Wesenberg I • Wesenberg II
Ingermanländ./ Finnischer Kriegsschauplatz (ab 1701)
Archangelsk • Ladogasee • Nöteborg • Nyenschanz • Newa • Systerbäck • Petersburg • Wyborg I • Porvoo • Newa II • Koporje II • Kolkanpää
Litauisch-weißrussischer Kriegsschauplatz (1702–1706)
Vilnius • Saladen • Jakobstadt • Gemauerthof • Mitau • Grodno I • Olkieniki • Njaswisch • Klezk • Ljachawitschy
Polnischer Kriegsschauplatz (1702–1706)
Klissow • Pułtusk • Thorn • Lemberg • Warschau • Posen • Punitz • Tillendorf • Rakowitz • Praga • Fraustadt • Kalisch 
Russischer Kriegsschauplatz (1708–1709)
Grodno II • Golowtschin • Moljatitschi • Rajowka • Lesnaja • Desna • Baturyn • Koniecpol • Weprik • Opischnja • Krasnokutsk • Sokolki • Poltawa I • Poltawa II
2. Phase: Schweden in der Defensive (1710–1721)
Baltischer und Finnischer Kriegsschauplatz (bis 1714)
Riga II • Wyborg II • Pernau • Kexholm • Reval • Hogland • Pälkäne • Storkyro • Nyslott • Hanko 
Schwed./Norwegischer Kriegsschauplatz (1710–1721)
Helsingborg • Køge-Bucht • Bottnischer Meerbusen • Frederikshald I • Dynekilen-Fjord • Göteborg I • Strömstad • Trondheim • Frederikshald II • Marstrand • Ösel • Göteborg II • Södra Stäket • Grönham • Sundsvall
Norddeutscher Kriegsschauplatz (1711–1716)
Elbing • Wismar I • Lübow • Stralsund I • Greifswalder Bodden I • Stade • Rügen • Gadebusch • Altona • Tönning II • Stettin • Fehmarn • Wismar II • Stralsund II • Jasmund • Peenemünde • Greifswalder Bodden II • Stresow 
Die Schlacht bei Moljatitschi fand am 30. Augustjul./31. Augustschwed./10. September 1708greg. während des Russlandfeldzugs des schwedischen Königs Karl XII. im Großen Nordischen Krieg statt. In der Nähe des belarussischen Dorfes Moljatitschi unweit der heutigen Grenze zu Russland trafen sechs russische Infanterie-Bataillone unter dem Kommando von Fürst Michail Golizyn auf die Vorhut der schwedischen Armee, die von Generalmajor Carl Gustaf Roos befehligt wurde. In älteren schwedischen Aktenstücken wird der Schlachtort Malatitze genannt. In der russischen Militärgeschichte wird diese Schlacht auch Schlacht bei Dobroje genannt.
| \| Schlacht bei Moljatitschi \| |
| Lage des Schlachtfeldes         |
| Schlacht bei Moljatitschi       |

Die von Karl befehligte Hauptarmee der Schweden war am 1. Juni 1708 aus Minsk in Richtung Moskau aufgebrochen. Der Vormarsch kam aufgrund des schlechten Wetters jedoch nur langsam voran. Die russische Armee wich einer Entscheidungsschlacht aus; bei ihrem Rückzug wendete sie die Taktik der verbrannten Erde an, wodurch sich die schwedische Versorgungslage zunehmend verschlechterte. Nach der siegreichen Schlacht bei Golowtschin stoppte Karl seinen Vormarsch in Mogiljow, um auf die nachfolgende livländische Armee unter General Lewenhaupt zu warten und so dringend nötige Verstärkung und Versorgungsgüter zu erhalten. Anfang August setzte er den Vormarsch fort, obwohl Lewenhaupt ihn noch nicht erreicht hatte. Zunächst wendete er sich Richtung Süden, um dann nach Norden zu drehen und auf Smolensk vorzustoßen. Zar Peter der Große erkannte, dass der schwedische Tross weit auseinandergezogen war und gab Golizyn am 10. September den Befehl, die weit vor dem Hauptteil der Armee marschierende Vorhut der Schweden im Morgennebel anzugreifen. Die Russen konnten unbemerkt an die schwedische Vorhut heranrücken und sie mit starkem Feuerbeschuss überraschen.
Die Truppen von Roos trugen schwere Verluste davon und zogen sich zurück. Die sumpfige Landschaft hinderte die Russen an ihrer Verfolgung. Auch konnte die russische Kavallerie unter Menschikow den Schweden den Rückzugsweg nicht abschneiden. Erst die Ankunft der schwedischen Hauptkräfte rettete Roos und seine Truppen vor der totalen Zerstörung. Die Russen konnten geordnet abziehen, da der Angriff der schwedischen Hauptarmee nicht ihren Plänen entsprach.
Die Schlacht von Moljatitschi war wie die folgende Schlacht bei Lesnaja ein wichtiger Schritt, um die Schweden dazu zu bewegen, den Vormarsch nach Zentralrussland abzubrechen. Er hatte große psychologische Auswirkungen auf die Moral auf beiden Seiten. Sowohl Peter der Große, als auch die schwedischen Chronisten vermerkten die gestiegene Kampffähigkeit der russischen Truppen.